# Ortochevkinite
La ortochevkinite è un minerale non accettato dall'IMA perché la descrizione è incompleta.